# ماریا فرناندا والدس
ماریا فرناندا والدس (انگلیسی: María Fernanda Valdés؛ زادهٔ ۱۷ مارس ۱۹۹۲) وزنه‌بردار اهل شیلی است.
وی در مسابقات کشوری و بین‌المللی در مجموع برندهٔ ۱ مدال طلا، ۳ مدال نقره شده‌است.